# Littorina nigrolineata
Littorina nigrolineata är en snäckart som beskrevs av John Edward Gray 1839. Littorina nigrolineata ingår i släktet Littorina och familjen strandsnäckor. Inga underarter finns listade i Catalogue of Life.